# Drosophila bizonata (artgrupp)
Drosophila bizonata är en artgrupp inom släktet Drosophila och undersläktet Drosophila. Artgruppen består av sju arter. Arterna inom artgruppen finns främst i Asien och har ingen spridning i Nord- eller Sydamerika.

## Arter inom artgruppen
- Drosophila bizonata
- Drosophila heterobristalis
- Drosophila meitanensis
- Drosophila novazonata
- Drosophila paharpaniensis
- Drosophila parazonata
- Drosophila trizonata